# Novodariivka, Rovenkî
Novodariivka (în ucraineană Новодар'ївка) este un sat în comuna Blahivka din orașul regional Rovenkî, regiunea Luhansk, Ucraina.

## Demografie
Componența lingvistică a localității Novodariivka
     Ucraineană (76,68%)
     Rusă (23,32%)
Conform recensământului din 2001, majoritatea populației localității Novodariivka era vorbitoare de ucraineană (76,68%), existând în minoritate și vorbitori de rusă (23,32%).